# 4021 Dancey
4021 Dancey је астероид главног астероидног појаса чија средња удаљеност од Сунца износи 2,282 астрономских јединица (АЈ).
Апсолутна магнитуда астероида је 13,8.